# María Mercedes Cuéllar
María Mercedes Cecilia Gloria Cuéllar López (Bogotá, 27 de noviembre de 1946) es una economista, periodista, abogada y política colombiana, miembro del Partido Liberal Colombiano.
Estudió economía en la Universidad de los Andes y tiene un título de Maestría en Desarrollo Económico por la Universidad de Boston.
Fue Viceministra de Hacienda durante el gobierno de Belisario Betancur y Directora de Planeación Nacional y ministra de Desarrollo Económico durante la gobierno de Virgilio Barco. El gobierno de  César Gaviria Trujillo la designó Ministra de Desarrollo Económico en 1990 y un año después pasó a hacer parte de la primera Junta Directiva del Banco de la República, hasta 1996.
Cuéllar fue directora del Departamento Nacional de Planeación de Colombia, entre 1986 y 1989, y de allí pasó al ministerio de desarrollo económico entre 1989 y 1990, todo esto bajo la presidencia de Virgilio Barco. Fue hasta 1996 miembro de la Junta Directa del Banco de la República de Colombia, de 1991 a 1996.

## Biografía
María Mercedes nació en Bogotá, el 27 de noviembre de 1946, en el seno de una familia de la élite bogotana. 
Luego de sufrir la muerte accidental de su padre en 1949, su casa familiar fue quemada en los incendios de Bogotá de 1952, durante los cuales también sufrieron daños graves los periódicos El Tiempo y El Espectador, y las viviendas de liberales como Alberto Lleras y Carlos Lleras Restrepo, entre otros, como retaliación conservadora al asesinato de policías conservadores. A raíz de los incendios, su familia se exilió en Miami.
María Mercedes se educó entre París, Miami y Nueva York, y de regreso a Colombia, estudio en los colegios de la élite Marymount y Gimnasio Femenino. Ingresó a la Universidad de los Andes, de donde se graduó como economista, y comenzó a trabajar en Fedesarrollo de la mano de Roberto Junguito, y donde conoció a su amigo y padrino Rodrigo Botero Montoya. 
Cuando Botero fue nombrado ministro de hacienda en 1974 por el presidente Alfonso López Michelsen (tío de María Mercedes), ella comenzó a trabajar en el ministerio hasta 1976. Con Botero fuera del ministerio, ella y Rudolf Hommes, fundaron la revista Estrategia Económica y Financiera, muy influyente entre los años 70 y 80, lo que la hizo merecedora de un premio periodístico en 1982.

### Viceministerio de Hacienda (1984-1985)
En 1984 fue nombrada viceministra de Hacienda por Roberto Junguito, quien a su vez lo fue por el presidente Belisario Betancur durante la crisis financiera en Colombia, durante la cual el gobierno colombiano intervino y liquidó el Grupo Grancolombiano, a raíz de la burbuja bursátil sobre la cual sostenía sus acciones, que lo hizo entrar en guerra con el periódico El Espectador, único medio colombiano que denunció el escándalo bursátil del conglomerado.

### Directora de Planeación y Ministra de Desarrollo (1986-1990)
Una de las acciones más controvertidas de su participación en el gobierno de César Gaviria y el ministro de hacienda Rudolf Hommes, fue la de haber ligado la variación del Unidad de Poder Adquisitivo Constante (UPAC) a la tasa de interés comercial -antes estaba solo ligado a la inflación lo que protegía a bancos, deudores y ahorradores-, que hizo impagables las cuotas de los inmuebles financiados por este sistema y llevó a afectar a cerca de un millón de familias y cerca de 300 mil perdieran sus viviendas, según anupac, hasta cuando la corte constitucional declaró la medida inconstitucional y se dio paso a las UVR Unidad de Valor Real, muy similar al UPAC original. Posteriormente pasó al sector privado en la presidencia de las asociaciones de bancos. 
Para las elecciones de 1998 se presentó como precandidata del Partido Liberal a la presidencia, aunque finalmente decidió retirarse y postular a un escaño al Senado, pero no lo consiguió. Desde este año y hasta 2006 fue presidenta del Instituto Colombiano de Ahorro y Vivienda, agremiación de la banca hipotecaria del país, fungió como Presidenta de la Asociación Bancaria desde el año 2006. Actualmente es la presidenta de la Federación Latinoamericana de Bancos (FELABAN).

## Familia

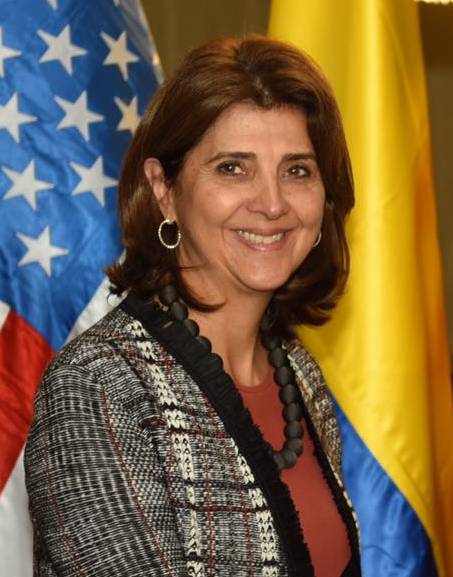
María Ángela Holguín Cuellar, una de sus primas.

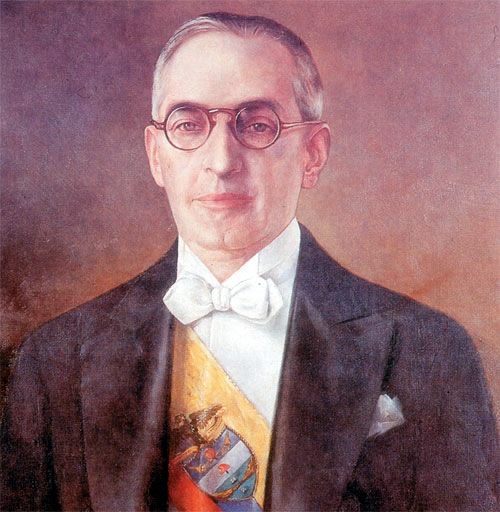
Su abuelo, el expresidente Alfonso López Pumarejo.

María Mercedes Cuéllar López pertenecen a los grandes círculos de poder de las familias aristocráticas colombianas, casi todas ellas vinculadas con el Partido Liberal Colombiano y las fuerzas armadas de su país. Sus padres eran Luis Cuéllar Calderón y María Mercedes López Michelsen, siendo sus hermanos María Martha y Luis Cuéllar López. 
Su padre era nieto de Arístides Calderón Reyes y a su vez tío del político Clímaco Calderón Reyes, lo que le emparenta con la familia Santos Calderón (de los hermanos Juan Manuel, Luis Fernando y Enrique Santos y sus primos los hermanos Rafael y Francisco Santos). A su vez su padre era hermano de Lucilla Cuéllar Calderón, madre de la diplomática María Ángela Holguín Cuéllar, bisnieta del expresidente Jorge Holguín y sobrina bisnieta del hermano de este último, Carlos Holguín.
Su tatarabuelo paterno fue el militar Liborio Durán Borrero, siendo una sus tías bisabuelas, Matilde Durán Buendía (hija de Liborio), madre del médico Rafael Ucrós Durán, tío del político Jaime Ucrós García y cuñado de la feminista Clotilde García Borrero, de quien también es pariente lejano el expresidente Misael Pastrana Borrero, el exarzobispo de Bogotá, Ismael Perdomo Borrero, y del pintor Ricardo Borrero Álvarez. Una de sus tías tatarabuelas, María Josefa Durán, estaba casada con un descendiente de la familia de Jorge Tadeo Lozano, y otra, María Dorotea, fue la segunda esposa del expresidente José Hilario López; de su tío tatarabuelo Sixto Durán desciende el expresidente de ecuador Sixto Durán-Ballén Cordovéz.
Por su parte su madre era hija del político liberal Alfonso López Pumarejo y de su esposa María Michelsen Lombana, y por tanto hermana del abogado y político Alfonso López Michelsen. Alfonso senior era a su vez hijo del empresario y banquero Pedro Aquilino López, y nieto del artesano y sindicalista Ambrosio López Pinzón. Por la madre de su abuelo Pedro, Alfonso era primo quinto del expresidente Enrique Olaya Herrera, teniendo como ancestro común el exalcalde de Tunja, Diego de Medina Rojas. Tanto Alfonso padre como hijo fueron presidentes de Colombia por el Partido Liberal. Como dato curioso, López Michelsen y Jaime Ucrós eran amigos de infancia, y fundaron juntos el Movimiento Revolucionario Liberal MRL en 1958.
En conclusión, María Mercedes es nieta de Alfonso López Pumarejo, bisnieta del empresario y banquero Pedro A. López, tataranieta del activista Ambrosio López, sobrina de Alfonso López Michelsen, y prima de Juan Manuel, Alfonso y Felipe López por un lado; y por el otro es prima de María Ángela Holguín, sobrina de Lucilla Cuéllar Calderón, y bisnieta de Arístides Calderón.